# Școala spaniolă de călărie de la Viena

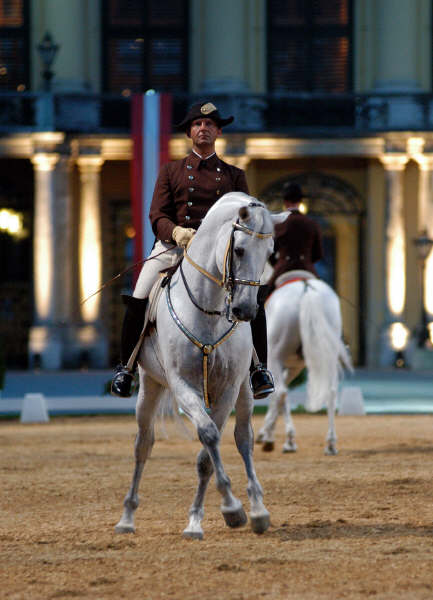
Maestoso Basowizza și Andreas Hausberger

Școala spaniolă de călărie (Spanische Hofreitschule) din Viena, Austria este o școală tradițională de călărie pentru cai Lipițan, situată în Hofburg. Școala există din anul 1561.

## Alte școli de dresaj clasic
- Cadre Noir la Saumur, Franța
- Școala regală andaluză de călărie (specializată în dresaj spaniol)